# Національний Олімпійський комітет Шрі-Ланки
Національний олімпійський комітет Шрі-Ланки — організація, яка представляє Шрі-Ланку у міжнародному олімпійському русі. Заснований та зареєстрований у МОК у 1937 році.
Штаб-квартира розташована в Коломбо. Є членом Міжнародного олімпійського комітету, Олімпійської ради Азії та інших міжнародних спортивних організацій. Здійснює діяльність з розвитку спорту у Шрі-Ланці, а також відповідає за представництво Шрі-Ланки на Іграх Співдружності.